# Ethno-Food
Ethno-Food oder Ethnofood ist ein Scheinanglizismus, der eine Umschreibung für Nahrungsangebote darstellen soll, die nicht dem heimischen Kulturkreis entstammen, sondern den Küchen anderer Länder, vor allem aus anderen Kulturkreisen. Es handelt sich dabei primär um einen Marketingbegriff, der im deutschen Sprachraum für Speisen gebildet wurde, die als "exotisch" gelten. Im angloamerikanischen Sprachraum ist der Begriff wenig gebräuchlich; die Bezeichnung dafür lautet Ethnic Food.
Beispiele für Ethnofood sind aus westlicher Sicht Gerichte der chinesischen, koreanischen, japanischen, indischen, mexikanischen, türkischen oder arabischen Küche. Sie zeichnen sich aus durch besondere Zubereitungsarten, Gewürze oder Zutaten, die auf eine traditionelle, regionale Kochkultur verweisen. Dazu zählen etwa das Garen im Wok, die indischen Würzmischungen Garam- oder Chat Masala oder auch aus Skorpionen bzw. Insekten verfertigte Speisen. Gerichte aus anderen Kulturkreisen, die sich auf dem heimischen Markt etabliert haben, werden dabei nicht mehr als Ethno-Food bezeichnet.
Ein Ethnofood-Angebot muss in puncto Zutaten und Zubereitungsweise nicht den Gegebenheiten des Ursprungslandes entsprechen, sondern ist oftmals an die Gewohnheiten der heimischen Kunden angepasst. Dem Westeuropäer wird somit ein Bild einer anderen Küchen-Kultur vor Augen gebracht, das mit dem Geschehen im Ursprungsland nicht in Deckung stehen muss.
Ethnofood kann auch einen kulturell-kulinarischen Mix umfassen. Chicken tikka masala zum Beispiel wird in Westeuropa in vielen indischen Restaurants angeboten, ist jedoch eine Erfindung südasiatischer Köche in Großbritannien; man geht davon aus, dass es ein pakistanischer Koch in den 1960ern im schottischen Glasgow erfunden hat.